# ライフ・アクアティック

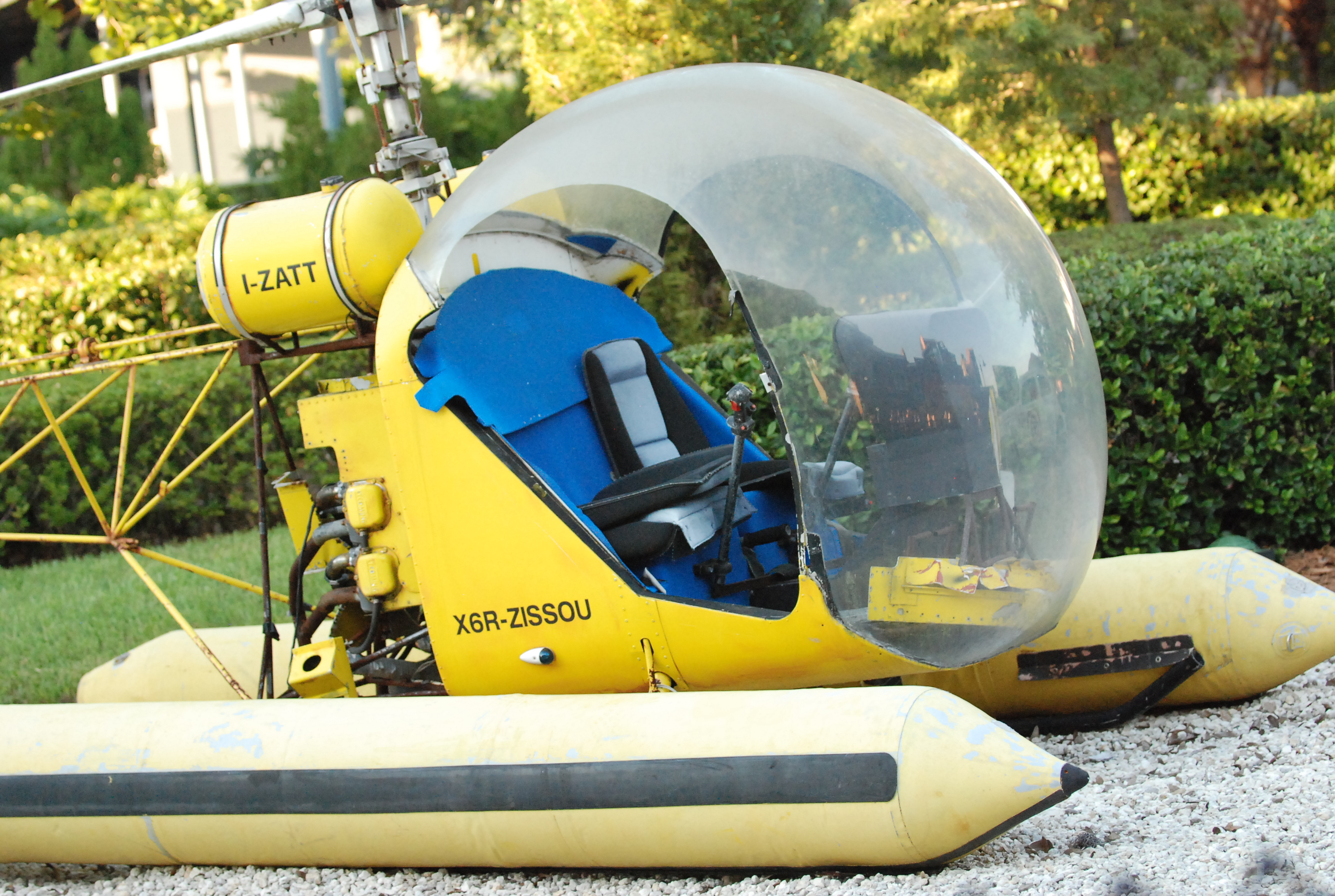
本作に登場する潜水艦。ウォルト・ディズニー・ワールドにて。

『ライフ・アクアティック』（The Life Aquatic with Steve Zissou）は、2004年製作のアメリカ合衆国のアドベンチャー・コメディ映画である。
ウェス・アンダーソン監督・脚本・製作。
海洋探検家でもあり映画監督の主人公スティーヴ・ズィスーとその仲間「チーム・ズィスー」の冒険物語。
この映画に出てくる架空の海洋生物たちは、ストップ・モーション・アニメーションで描かれている。この部分を担当したヘンリー・セリックは『ナイトメアー・ビフォア・クリスマス』の監督。
ウェス・アンダーソン監督が、海洋学者のジャック＝イヴ・クストーに子供の頃から憧れていた為に、彼へのオマージュとして製作された映画である。

## キャスト
※括弧内は日本語吹替
- スティーヴ・ズィスー - ビル・マーレイ（安原義人）

映画監督。海洋学者でもある。ヒット作に恵まれずスランプに陥っている。
- ネッド・プリンプトン - オーウェン・ウィルソン（平田広明）

映画監督。パイロット。
- ジェーン・ウィンスレット＝リチャードソン - ケイト・ブランシェット（田中敦子）

新聞記者。不倫している。
- エレノア・ズィスー - アンジェリカ・ヒューストン（一城みゆ希）

スティーブの妻。科学者。
- クラウス・ダイムラー - ウィレム・デフォー（中村秀利）

技師。ドイツ人。
- アリステア・ヘネシー - ジェフ・ゴールドブラム（金尾哲夫）

海洋学博士。エレノアの元夫。
- オセアリー・ドラクリアス - マイケル・ガンボン（糸博）

スティーブのマネージャー。移民。
- ウラジミール・ウォロダルスキー - ノア・テイラー（斎藤志郎）

物理学者。
- ビル・ユーベル - バッド・コート（福田信昭）

融資会社の監視員。
- ペレ・ドス・サントス - セウ・ジョルジ

保安担当。
- アン＝マリー・サコヴィッツ - ロビン・コーエン

記録係。
- ヴィクラム・レイ - ワリス・アルワリア

撮影担当。
- ボビー・オガタ - ニールズ・コイズミ

潜水員。
- レンゾ・ピエトロ - パヴェウ・ヴドフチャク

音響担当。
- エステバン・デュ・プランティエ - シーモア・カッセル（伊井篤史）

チーフダイバー。
- インターン1号／ニコ - マシュー・グレイ・ギュブラー